# 1418
- Wikisource

| Calendário gregoriano                                                        | 1418 MCDXVIII                                         |
| Ab urbe condita                                                              | 2171                                                  |
| Calendário arménio                                                           | 867 – 868                                             |
| Calendário bahá'í                                                            | -426 – -425                                           |
| Calendário budista                                                           | 1962                                                  |
| Calendário chinês                                                            | 4114 – 4115 Início a 6 de fevereiro (aproximadamente) |
| Calendário copta                                                             | 1134 – 1135                                           |
| Calendário etíope                                                            | 1410 – 1411                                           |
| Calendários hindus - Vikram Samvat - Calendário nacional indiano - Cáli Iuga | 1473 – 1474 1339 – 1340 4518 – 4519                   |
| Calendário Holoceno                                                          | 11418                                                 |
| Calendário islâmico                                                          | 821 – 822                                             |
| Calendário judaico                                                           | 5178 – 5179                                           |
| Calendário persa                                                             | 796 – 797                                             |
| Calendário rúnico                                                            | 1668                                                  |
| Calendário solar tailandês                                                   | 1961                                                  |

1418 (MCDXVIII, na numeração romana) foi um ano comum do século XV do Calendário Juliano, da Era de Cristo, a sua letra dominical foi B (52 semanas), teve início a um sábado e terminou também a um sábado.
| Ano completo                   |
| ------------------------------ |
| Ano comum com início ao sábado |

## Eventos
- 22 de Abril - Encerramento do Concílio de Constança, que resultou no fim do cisma da Igreja.
- 1 de Novembro - Descobrimento da ilha de Porto Santo, por João Gonçalves Zarco e Tristão Vaz Teixeira, um ano antes da ilha da Madeira.
- O rei D. João I de Portugal obtém junto do Papa Martinho V a bula ("Sane Charissimus") que vem dar carácter de cruzada à conquista do Marrocos.

## Mortes
- 22 de Março - Nicolas Flamel.
- 2 de Junho - Catarina de Lencastre.